# Krondor : La Trahison
Krondor : La Trahison est le premier tome de la saga du Legs de la faille de Raymond E. Feist. Ce roman, publié pour la première fois en novembre 1998, est une adaptation du jeu vidéo Betrayal at Krondor.

## Résumé
L'intrigue se déroule neuf ans après la chute de Sethanon. Envoyé par Arutha aux portes du Nord pour fuir un mari jaloux, l'écuyer Locklear tombe, au cours d'une patrouille, sur Gorath, un Moredhel poursuivi par les siens. Accompagnés par l'apprenti magicien Owyn, fils cadet du baron Beleforte, ils suivent un chemin semé d'embûches et d'embuscades jusqu'à Krondor. Gorath révèle une nouvelle glaçante : une fois encore, les Moredhels se rassemblent pour envahir le royaume, sous la bannière de Delekhan, un chef de clan qui prétend que Murmandamus n'est pas mort et que l'on peut le retrouver à Sethanon. Les Six, un groupe de mystérieux magiciens conseillant Delekhan semblent être au cœur du complot. 
En parallèle, un trafic de gemmes provenant de Kelewan et le retour des Faucons de la nuit (une guilde d'assassins censée avoir été détruite), fait percevoir l'action des tout-puissants et d'un mystérieux ennemi, Le Rampant.

## Personnages
Les personnages principaux sont :
- l'écuyer James,
- l'écuyer Locklear,
- Owyn,
- Gorath,
- Pug.

## Inspiration du livre
L'intrigue n'a pas été imaginée par R. E. Feist, mais par les concepteurs du jeu vidéo Betrayal at Krondor : au début des années 1990, Dynamix voulait publier un grand RPG fantastique et avait pensé embaucher R. E. Feist pour en écrire la trame. Cela se révèle impossible pour des raisons financières, mais l'auteur leur conseille d'acheter la licence. Neal Hallford et John Cutter écrivent alors le scénario du jeu, en s'inspirant de l'univers de Midkemia au sortir de la guerre de la faille. La rédaction se fait à Dynamix, R. E. Feist étant parfois consulté pour ses idées et ses conseils.
R. E. Feist est captivé par le résultat quand il découvre la version finale du jeu. Il l'adapte en roman, ce qui n'est pas une chose facile, comme le rapporte l'auteur en postface : « Quand j'ai décidé d'adapter le jeu en roman, j'ai dû prendre de nombreuses décisions concernant divers éléments de l'histoire qui en faisaient un très bon jeu mais qui ne collaient pas avec le Midkémia “littéraire“ ou qui manquaient simplement de crédibilité. [...] Cela étant dit, plutôt que d'essayer de novéliser le jeu, j'ai décidé, scène par scène, quels éléments allaient rester, disparaître, être modifiés ou encore être introduits. Le livre que vous avez entre les mains s'appuie donc sur le scénario de base du jeu, sans toutes les missions annexes et la plupart des éléments qui font un bon jeu vidéo. Mais l'histoire d'Owyn, de Gorath, de James et de Locklear est bien la même ».